# Concordia (Argentina)

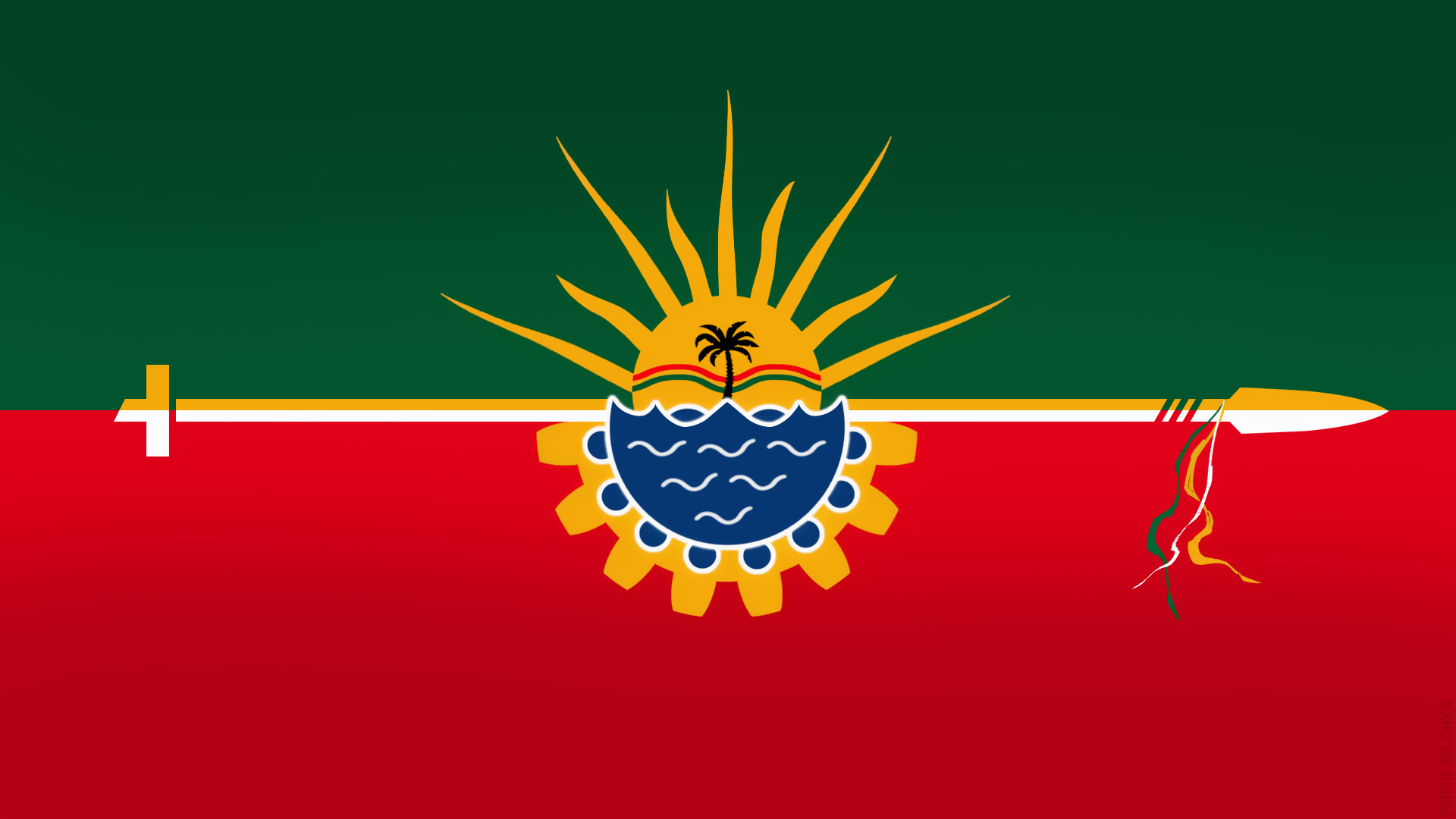
Bandera de la ciudad de Concordia.

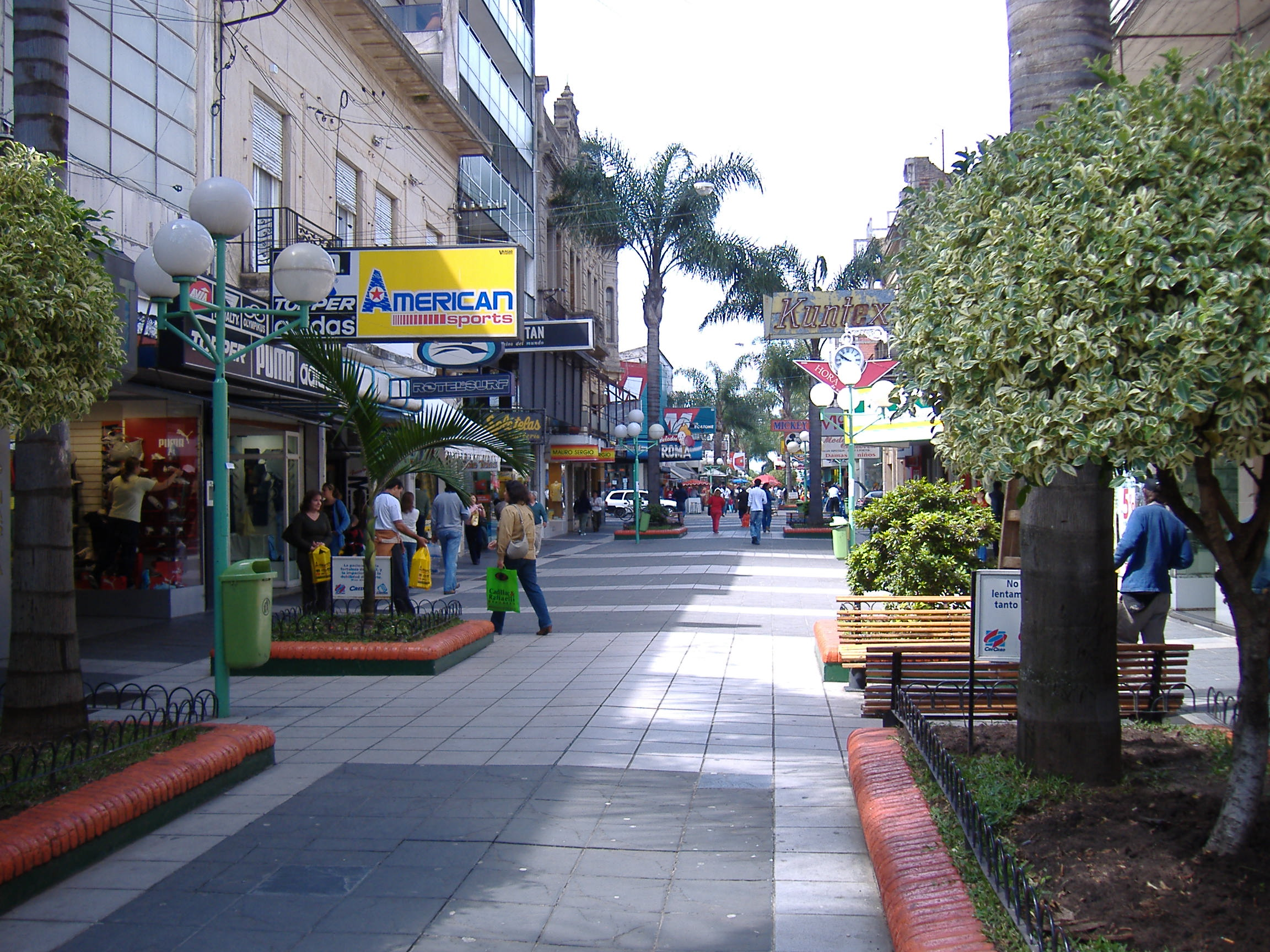
Peatonal Entre Ríos de Concordia.

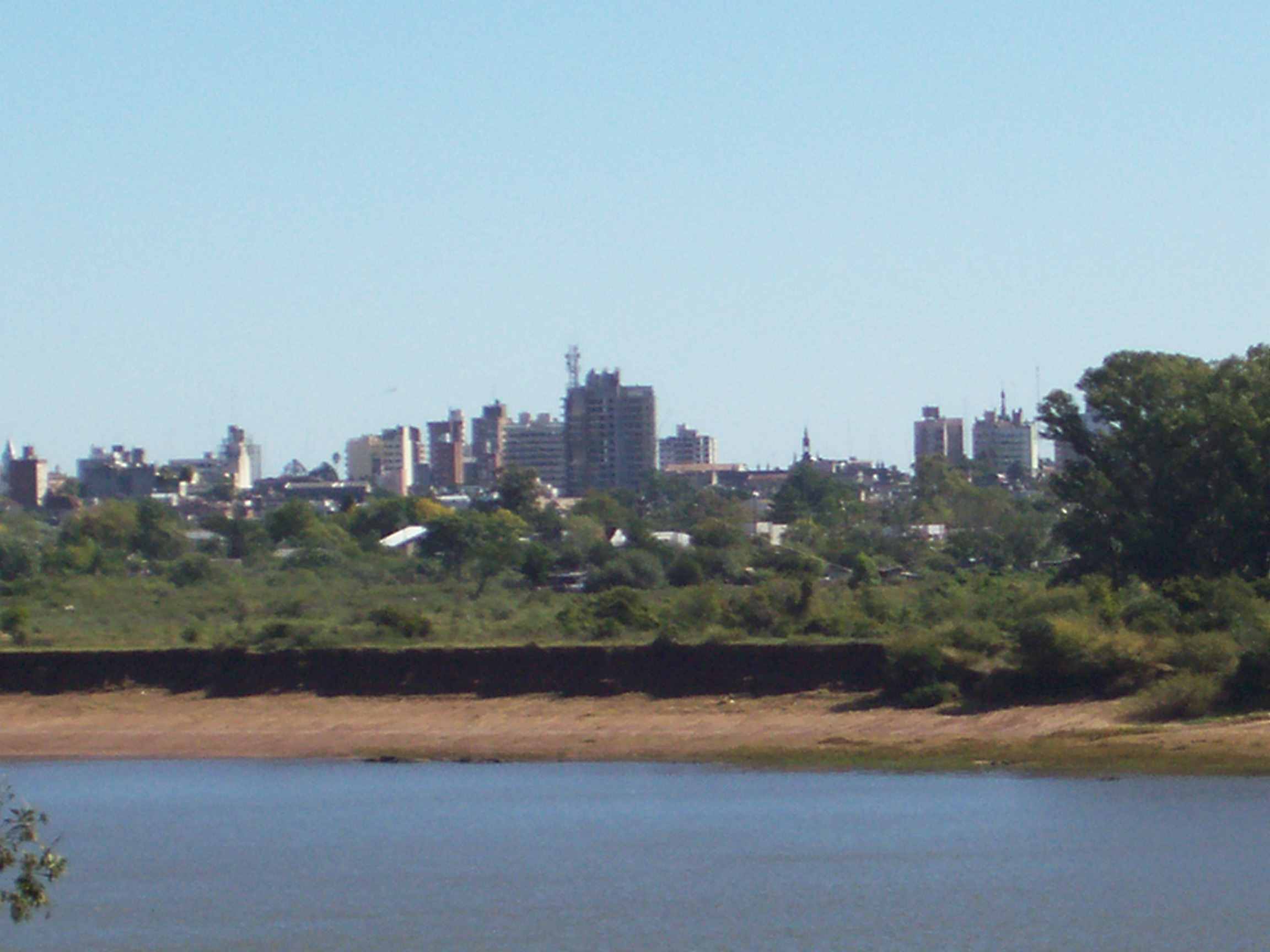
Vista de Concordia desde el río Uruguay (2006).

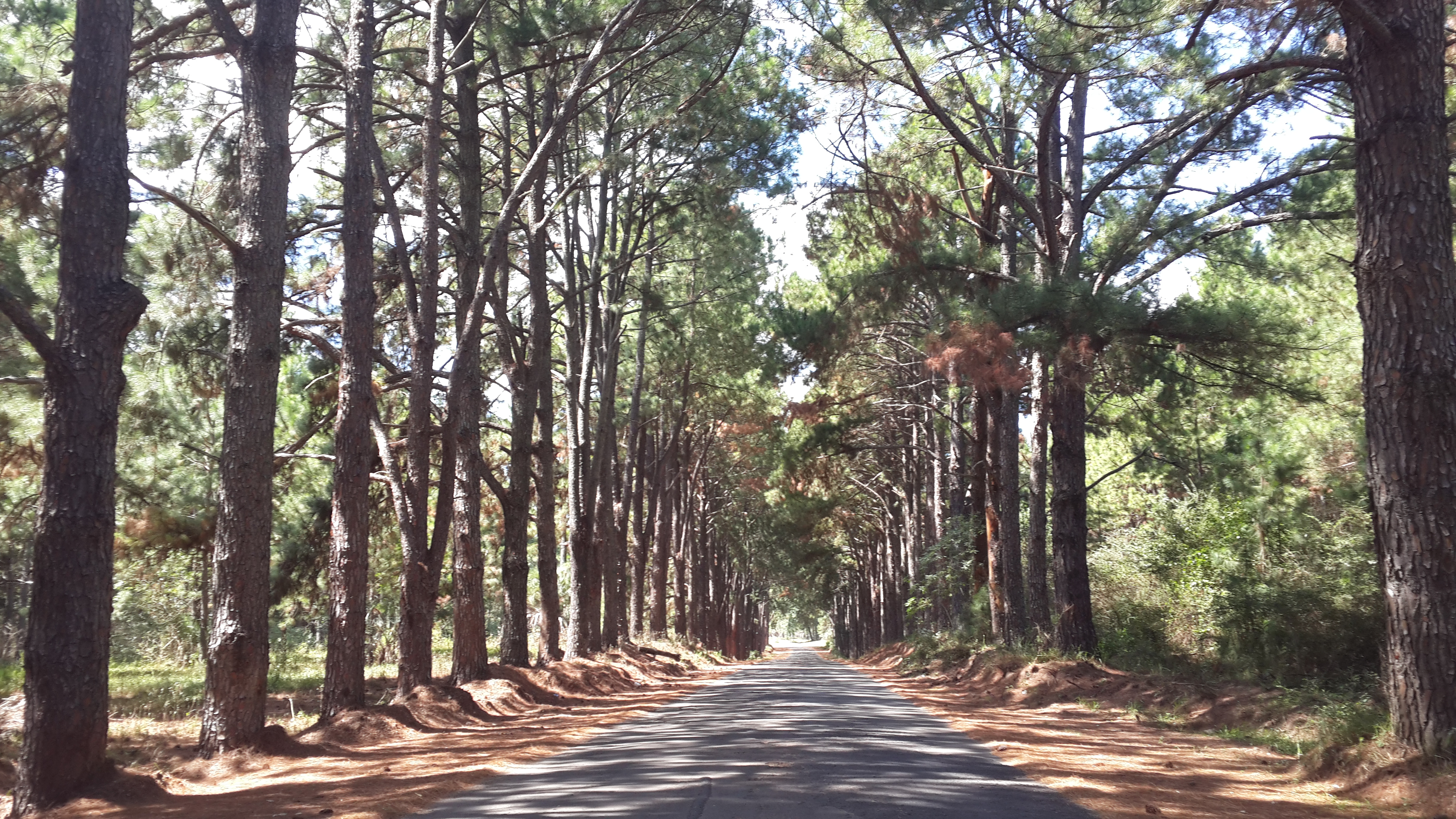

Concordia, formalmente llamada San Antonio de Padua de la Concordia, es una ciudad y municipio cuyo ejido está distribuido entre los distritos Suburbios, Yuquerí y Ejido del departamento Concordia (del cual es cabecera) en la provincia de Entre Ríos, Argentina. El municipio comprende la localidad del mismo nombre, la localidad de Osvaldo Magnasco y un área rural. La ciudad de Concordia se encuentra emplazada sobre la orilla hidrográfica derecha del río Uruguay y se ha unido y comprende actualmente a las anteriores localidades de Villa Zorraquín, Villa Adela, Benito Legerén y Las Tejas. Además, Concordia se ubica frente a la ciudad uruguaya de Salto, de la cual está separada por el río Uruguay.
Por su población ocupa el segundo lugar entre las ciudades de la provincia de Entre Ríos, siendo solo superada por Paraná, la capital provincial. Es además la de mayor población de la cuenca del río Uruguay. La ruta nacional N.º 14 es la principal vía de comunicación de Concordia con el resto de Argentina y con países vecinos.

## Ubicación

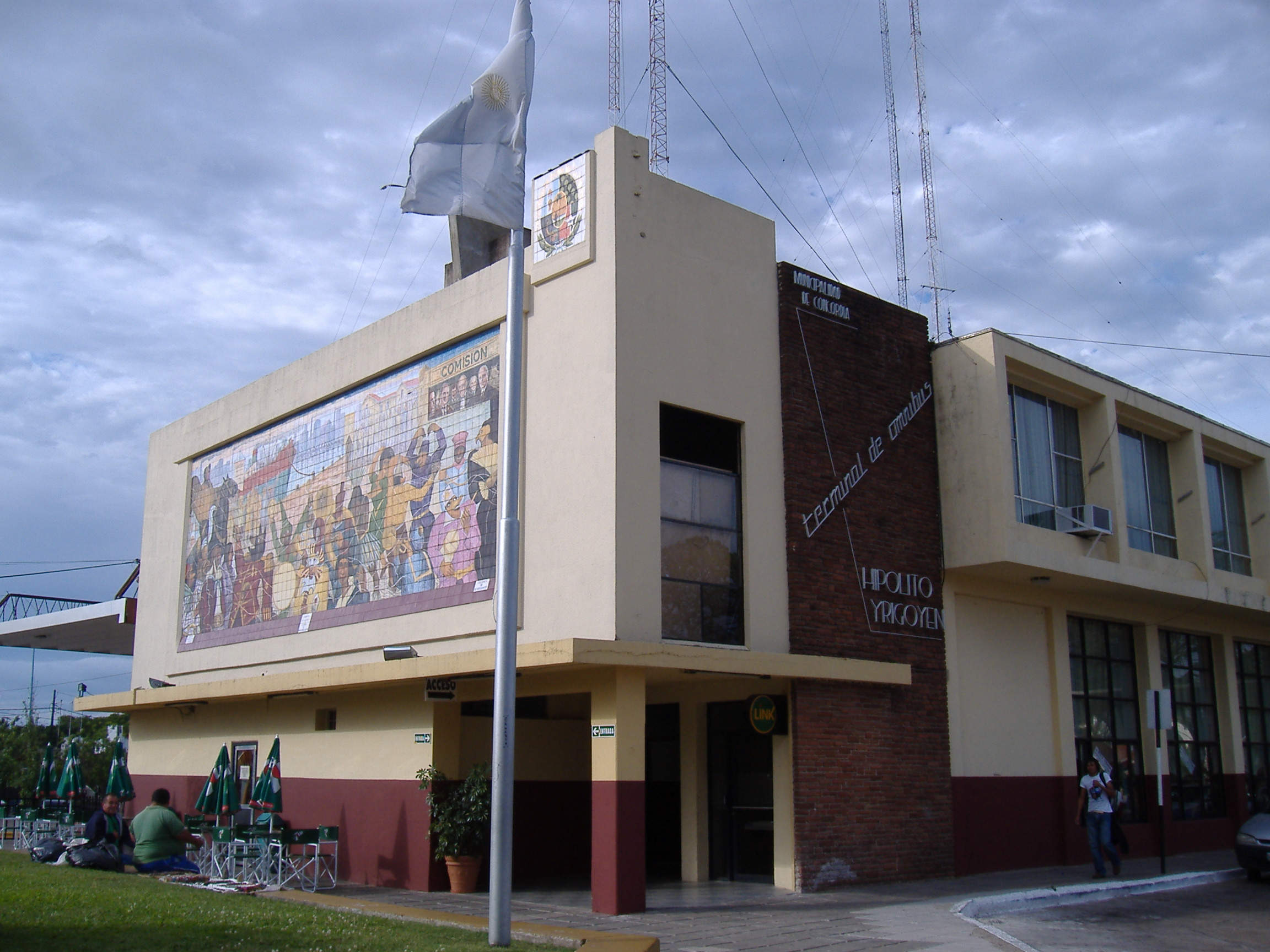
Terminal de ómnibus.

Atraviesa la ciudad un ramal del Ferrocarril General Urquiza. Por el coronamiento de la represa de Salto Grande, ubicada dentro de su ejido municipal, una vía férrea y una ruta la conecta con la vecina ciudad uruguaya de Salto.
El aeropuerto municipal de Concordia, denominado Aeropuerto Comodoro Pierrestegui se halla en el norte de la ciudad, a 31°18′S 58°00′O / -31.300, -58.000.
Concordia se ubica aproximadamente a 430 km al norte de la Ciudad de Buenos Aires, frente a la ciudad de Salto, de la cual está separada por el río Uruguay , el cual tiene entre 500 y 700 m de ancho normal en la zona. Este río en Concordia es atravesado por el llamado salto Chico, formado por varios encadenamientos rocosos, además de otros grupos rocosos como los arrecifes de la playa Nebel que llegan hasta la mitad del río y aguas abajo de la ciudad las rocas de Hervidero y Corralito. Algunos kilómetros al norte de la represa hidroeléctrica de Salto Grande se hallaba el Salto Grande (Ytuí o Ituí en la lengua guaraní), que interrumpía la navegación del río Uruguay, hasta la construcción de la represa de Salto Grande. El centro de la ciudad se encuentra a unos 18 km (por ruta) al sur de la represa y el embalse que forma ésta.

## Símbolos locales

### Escudo
El escudo municipal fue establecido mediante la ordenanza municipal n.º 14993, sancionada el 9 de agosto de 1961 y promulgada el 16 de agosto.
Es un escudo acuartelado de cuatro cantones sobre el todo y bordura.
- En el cantón diestro hay una bandera argentina girada 90°, en la franja blanca hay una antorcha sostenida por una mano.
- En el cantón siniestro hay tres hileras de árboles naranjas estilizados, ubicados oblicuos sobre un campo azul.
- En el cantón disestro inferior se observa un cuerno de la abundancia sobre un campo azul.
- En el cantón siniestro inferior se hallan los colores del escudo de Entre Ríos girados 90° (verde y rojo) y con una estrella blanca de 5 puntas en el medio que contiene un símbolo.
- Sobre el todo, es decir en el medio del escudo se halla una versión del primitivo escudo de la Villa de la Concordia, que contiene un sacerdote (San Antonio de Padua), un río, una palmera y un sol figurado.
- En la bordura, sobre esmalte blanco y abarcando más de dos terceras partes de la pieza, en su parte superior se halla la inscripción "SAN ANTONIO DE PADUA DE LA CONCORDIA". En la parte inferior hay dos ramas de citrus floridas unidas con un lazo con los colores celeste y blanco.[2]

### Bandera
Fue establecida mediante el decreto municipal n.º 29803 del 10 de diciembre de 1997. Está dividida en dos campos horizontales, de gules el superior (verde) y sínople el inferior (rojo). El partimiento está enfatizado por una figura en forma de franja bicolor (blanco y amarillo) que tiene desde la vaina hacia el centro una cruz, desde el centro hacia la pendiente una lanza de tacuara con ataduras rojas. En el centro de la bandera hay una rueda dentada, una palmera, un horizonte figurado en forma ondulada y un sol nacional

### Canción oficial
Mediante la ordenanza municipal n.º 18652 sancionada el 26 de septiembre de 1975 y promulgada el 2 de octubre, se dispuso a la Marcha de San Lorenzo como marcha oficial de la ciudad. Por la ordenanza N.º 33654, sancionada el 10 de julio de 2008 y promulgada el 29 del mismo mes, se declaró "Canción Oficial de la Ciudad de Concordia" a la obra nominada Entrerriano soy, por Concordia voy, de letra y música de Rubén Fracalossi y Luis Conté.

## Historia
El 1 de noviembre de 2007 el concejo deliberante del municipio aprobó una ordenanza que cambió la fecha de conmemoración de la fundación de la ciudad:

Artículo 1: Reconózcase como acto jurídico fundacional de la ciudad de Concordia, el decreto sancionado por la Legislatura de Entre Ríos el 29 de noviembre de 1831.

Sin embargo, no se implementó y la celebración continuó siendo el día 6 de febrero, por la fecha de 1832 en que el congreso de Entre Ríos dictó la ley fundacional. El encargado de fundar la Villa de la Concordia fue el presbítero Mariano José del Castillo, bajo el título de comisionado especial. El constructor de los primeros edificios públicos, como la comandancia y otros, fue el coronel Antonio Navarro.

## Política: lista de presidentes municipales
- Federico Zorraquín 5/1/1873 al 6/3/1877
- Pedro Ponzano 6/3/1877 al 27/4/1877
- José Z. Cortés 27/4/1877 al 16/1/1881
- Timoteo Rodríguez 16/1/1881 al 4/1/1882
- Mariano Manzano 4/1/1882 al 31/12/1886
- Miguel González 1/1/1887 al 31/12/1888
- Fernando García 1/1/1889 al 31/12/1892
- David O’Connor 1/1/1893 al 31/12/1898
- Juan P. Garat 1/1/1899 al 31/12/1902
- Juan Salduna 1/1/1903 al 23/1/1907
- Germán Vidal 24/1/1907 al30/9/1910
- Juan Salduna 1/10/1910 al 31/12/1913
- Esteban Zorraquín 1/1/1914 al 31/12/1915
- José M. Requena 1/1/1916 al 11/10/1918
- Pedro N. Urruzola 19/10/1918 al 3/11/1924
- Santiago De Donatis 7/11/1924 al 1/10/1928
- Manuel Molaguero (Interino) 2/10/1928 al 31/12/1929
- Miguel E. Castro (Interino) 1/1/1930 al 2/11/1930
- Santiago De Donatis 3/11/1930 al 8/5/1933
- Pedro N. Urruzola (Interino) 8/5/1933 al 9/8/1933
- Domingo A. Larocca 10/8/1933 al 30/6/1939
- Eduardo Nogueira 1/7/1939 al 30/6/1943
- Alberto Benavídez (Comisionado Municipal) 1/7/1943 al 23/4/1944
- Andrés Rivara (Comisionado Municipal) 24/4/1944 al 26/6/1945
- Héctor Conte Grand (Comisionado Municipal) 27/6/1945 al 15/7/1945
- Luis Carlos Dovis (Comisionado Municipal) 16/7/1945 al 22/5/1946
- Carlos Mugica (Comisionado Municipal) 23/5/1946 al 20/6/1946
- Roberto J. Inda (Comisionado Municipal) 20/6/1946 al 9/9/1946
- Carlos R. Arias (Comisionado Municipal) 9/9/1946 al 28/1/1947
- Ricardo G. Figueroa (Comisionado Municipal) 29/1/1947 al 12/2/1947
- José María Odorisio (Comisionado Municipal) 12/2/1947 al 16/6/1947
- Severino Galeano (Comisionado Municipal) 16/6/1947 al 20/2/1948
- Cervantes A. Beltrán (Comisionado Municipal) 20/2/1948 al 28/4/1948
- Severino Galeano 29/4/1948 al 22/5/1950
- Gerardo Yoya 22/5/1950 al 3/6/1952
- Gerardo Yoya 4/6/1952 al 21/9/1955
- Domingo M. Trimarco (Comisionado Municipal) 21/9/1955 al 28/9/1955
- Adolfo E. Díaz (Comisionado Municipal) 28/9/1955 al 23/10/1955
- Juan José Ardoy (Comisionado Municipal) 24/10/1955 al 30/4/1958
- Esteban Aníbal Gómez 1/5/58 al 29/4/1962
- Manuel Alberto Peña (Comisionado Municipal) 30/4/1962 al 22/6/1962
- Carlos María Gómez (Comisionado Municipal) 22/6/1962 al 25/7/1962
- Pablo O. Harrand (Comisionado Municipal) 25/7/1962 al 18/2/1963
- Julio O. Casarotto (Comisionado Municipal) 19/2/1963 al 11/10/1963
- José Ramón Larocca (Presidente Municipal) 12/10/1963 al 28/6/1966
- Abelardo T. Montiel (Interventor Municipal) 28/6/1966 al 2/9/1966
- Rafael J. Tiscornia (Intendente Municipal) 3/9/1966 al 24/5/1973
- Fernando Méndez Graff 25/5/1973 al 5/3/1975
- Manuel Mendoza (Interino) 5/3/1975 al 24/3/1976
- Aldo de J. Simoncelli (Interventor Provincial) 24/3/1976 al 19/5/1976
- Rafael J. Tiscornia (Intendente Municipal) 20/5/1976 al 25/5/1981
- Jorge Isaac Aragón (Intendente Municipal) 25/5/1981 al 11/12/1983
- Jorge Pedro Busti 11/12/1983 al 10/12/1987 (PJ)
- Elvio Bordet 11/12/1987 al 10/12/1991 (PJ)
- Jorge Pedro Busti 11/12/1991 al 10/12/1995 (PJ)
- Juan Carlos Cresto 11/12/1995 al 10/12/1999 (PJ)
- Hernán Orduna 11/12/1999 al 10/12/2003 (PJ)
- Juan Carlos Cresto 11/12/2003 al 10/12/2007 (PJ)
- Gustavo Bordet 11/12/2007 al 10/12/2015 (PJ)
- Enrique Tomás Cresto 11/12/2015 al 13/01/2020 (PJ)
- Alfredo Francolini 13/01/2020 al 30/09/2022 (PJ)
- Enrique Tomás Cresto 03/10/2022 al 10/12/2023(PJ)
- Francisco Azcue 10/12/2023 al Presente (UCR)

## Demografía
Según los datos definitivos del Censo Nacional de Población, Hogares y Viviendas 2022 publicados por el Instituto Nacional de Estadística y Censos (INDEC), la ciudad de Concordia, en la provincia de Entre Ríos, cuenta con una población de 198,802 habitantes (Indec, 2022) (51,7 % mujeres, 48,3 % hombres).

### Composición étnica
El censo de 2022 incluyó una pregunta específica sobre la autoidentificación étnica, permitiendo a los habitantes declarar si se reconocen como indígenas o descendientes de pueblos originarios. En el departamento de Concordia, 2.577 personas se identificaron como indígenas o descendientes de pueblos indígenas u originarios.

### Inmigración
Durante la segunda mitad del siglo XIX y comienzos del siglo XX, se estima que la provincia de Entre Ríos recibió alrededor de 350.000 inmigrantes europeos, de los cuales una parte significativa se estableció en Concordia y sus alrededores, debido a sus condiciones agrícolas favorables. Concordia recibió una gran cantidad de inmigrantes provenientes principalmente de países europeos como Italia, España, Alemania y Suiza. Estos grupos arribaron atraídos por las oportunidades que ofrecía Argentina en términos de tierras fértiles y trabajo en la agricultura y la ganadería.
La inmigración italiana fue la más numerosa, especialmente de regiones como el Véneto, Lombardía y Liguria. Los inmigrantes italianos trajeron consigo sus tradiciones, costumbres y gastronomía, las cuales se integraron profundamente en la cultura local. A su vez, la inmigración española (en su mayoría gallega y catalana) también tuvo un papel destacado en la conformación demográfica de la ciudad. En el censo de 1914, se reportó que aproximadamente el 40% de la población de Concordia era inmigrante o descendiente directo de inmigrantes europeos. Estudios históricos estiman que, hasta 1930, más de 25.000 italianos y 15.000 españoles se habían establecido en Concordia y su departamento.
Además de los italianos y españoles, Concordia fue un punto de asentamiento para inmigrantes alemanes y suizos, quienes se dedicaron tanto a la agricultura como a actividades comerciales y artesanales. Estos grupos contribuyeron a diversificar el panorama cultural y económico, estableciendo colonias y cooperativas que impulsaron el desarrollo local.
La inmigración europea impulsó el crecimiento económico de Concordia, con la expansión de cultivos como el citrus, que llegó a ser un motor productivo fundamental en la región. Los inmigrantes aportaron técnicas agrícolas avanzadas, conocimientos industriales y una fuerte ética de trabajo que facilitaron la modernización de la ciudad.

## Geografía

### Ejido del municipio

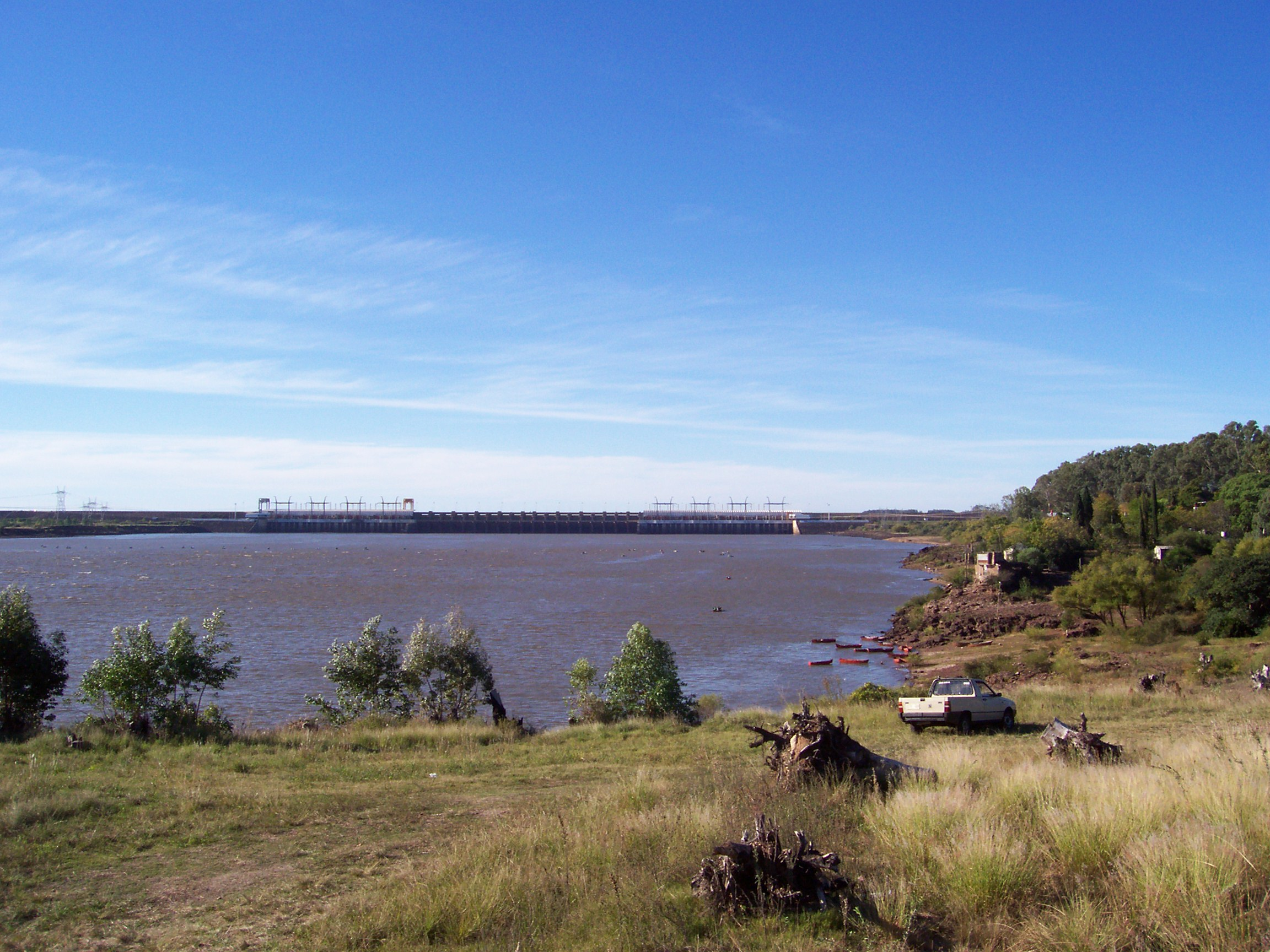
Panorámica de la Represa de Salto Grande, ubicada en el ejido de Concordia.

Área urbana de la Ciudad de Concordia.

El ámbito jurisdiccional de la municipalidad de Concordia se denomina ejido, dentro del mismo quedan incluidos barrios periféricos aislados del casco urbano principal:
- en la zona sur: Benito Legerén, Yuquerí Chico, Las Tejas, El Martillo, El Tala, Parque Industrial, y Villa Adela;
- en la zona oeste: Cambá Paso;
- en la zona norte: Villa Zorraquín y Osvaldo Magnasco.

Durante la construcción de la represa de Salto Grande se formó la ciudad satélite de La Bianca, hoy unida al resto de la ciudad formando un populoso barrio.
El ejido original de la ciudad fue determinado de acuerdo a la ley provincial de Ejido sancionada el 9 de marzo de 1872 y promulgada el 13 de marzo de ese año:

ARTICULO 1.º - Los ejidos de todas las ciudades, villas y pueblos de la Provincia, tendrán una superficie de cuatro leguas cuadradas, destinadas exclusivamente al desarrollo de la población y a la agricultura, quedando excluido el pastoreo de hacienda en ellas.

ARTICULO 2.º - Las áreas en los ejidos se dividirán en 3 secciones: la primera constará de media legua de frente por media de fondo; queda exclusivamente destinado a solares para el desarrollo de las poblaciones la segunda alrededor de la primera tendrá la superficie del ejido y se dividirá en suertes de chacras de 16 cuadras cada una.

ARTICULO 3.º - En donde el terreno no se preste a trazar un cuadrado perfecto, se completará dando la superficie equivalente a las áreas determinadas en el artículo 1.º.

(...)

Los límites del ejido se apoyaban en el río Uruguay al este, el arroyo Ayuí Grande al norte, el arroyo Yuquerí Grande al sur, y una línea recta paralela a la actual ruta nacional n.º 14 que une ambos arroyos y que pasa inmediatamente al oeste del campo de Abasto y de Osvaldo Magnasco.
Por ley del 4 de julio de 1889 fue ampliado el ejido, aunque luego se retornó a los límites anteriores:

Art. 1. Auméntase el éjido de la Ciudad de Concordia hasta 25.500 hectáreas de tierra, las que se ubicarán al Norte y Nord Oeste de la Ciudad, las que quedan sometidas á la jurisdicción municipal; quedando en consecuencia fijados los límites del citado municipio en la forma siguiente: Por el Norte Gualeguaycito, al Sud Juquerí Grande; al Oeste una línea que partiendo del Juquerí Grande termine en el Gualeguaycito y al Este el Rio Uruguay.

El ejido fue ampliado mediante la ley n.º 4708, sancionada y promulgada el 9 de abril de 1968 por la intervención militar de la provincia, incorporando parte del distrito Yuquerí:

ARTICULO 1.º.- Amplíase el radio municipal de la Ciudad de Concordia hasta los siguientes límites:
ESTE: El Arroyo Yuquerí Grande desde el Puente Cambá Paso hasta su desembocadura en el Río Uruguay.

SUR-ESTE: El Río Uruguay, desde la desembocadura del Arroyo Yuquerí Grande, hasta la del Arroyo Yuquerí Chico.

SUD-OESTE: El Arroyo Yuquerí Chico, desde su desembocadura en el Río Uruguay hasta el Puente Yuquerí, y al

NORD-ESTE: La zona de vías del F.C.N.G. Urquiza, desde el Puente Yuquerí Chico hasta el Arroyo Yuquerí Grande.

Mediante la ley n.º 8787 sancionada el 21 de diciembre de 1993 y promulgada el 23 de diciembre de 1993, el ejido fue ampliado nuevamente para comprender la parte del distrito Suburbios en el área en donde se halla la represa de Salto Grande: el sector entre el embalse de Salto Grande, la ex ruta nacional n.º 14, el arroyo Ayuí Grande, y el río Uruguay y costas del embalse.

ARTICULO 1.º: Amplíase el Ejido Municipal de Concordia, al que se le agrega el territorio delimitado por el Ejido de Colonia Ayuí (antigua Ruta Nacional N.º14), el borde del Lago de Salto Grande, el Río Uruguay y el Arroyo Ayuí Grande.

De acuerdo a esas ampliaciones, el ejido se encuentra rodeado por el embalse de Salto Grande; los ejidos de los municipios de Colonia Ayuí, La Criolla y Estancia Grande, los ejidos de las juntas de gobierno de Colonia General Roca y Estación Yuquerí y el río Uruguay que lo separa de la República Oriental del Uruguay.
Sus límites comienzan en el punto en el que la ex ruta nacional n.º 14 se sumerge en el embalse de Salto Grande, continuando hacia el suroeste por esa ruta hasta alcanzar el arroyo Ayuí Grande, sigue por el cauce principal de este hasta un camino que en línea recta llega hasta el arroyo Yuquerí Grande pasando inmediatamente al oeste del barrio Osvaldo Magnasco y el Campo de Abasto, continúa luego por este arroyo hasta el puente ferroviario que lo atraviesa (vía a Buenos Aires), siguiendo luego por la vía férrea hacia el sudoeste hasta alcanzar el arroyo Yuquerí Chico y por este hasta su desembocadura en el río Uruguay. Remonta luego el río por el límite internacional (thalweg) hasta la represa de Salto Grande y luego por la costa del embalse hasta la ex ruta nacional N.º 14.

### Clima
La temperatura media estival de la ciudad está entre 22 y 26 °C, mientras que la invernal es de 12 a 15 °C. La humedad promedio es de 73 % y las lluvias alcanzan en promedio los 1300 mm anuales.
| Parámetros climáticos promedio de Concordia Aero, 1991-2020 | Parámetros climáticos promedio de Concordia Aero, 1991-2020 | Parámetros climáticos promedio de Concordia Aero, 1991-2020 | Parámetros climáticos promedio de Concordia Aero, 1991-2020 | Parámetros climáticos promedio de Concordia Aero, 1991-2020 | Parámetros climáticos promedio de Concordia Aero, 1991-2020 | Parámetros climáticos promedio de Concordia Aero, 1991-2020 | Parámetros climáticos promedio de Concordia Aero, 1991-2020 | Parámetros climáticos promedio de Concordia Aero, 1991-2020 | Parámetros climáticos promedio de Concordia Aero, 1991-2020 | Parámetros climáticos promedio de Concordia Aero, 1991-2020 | Parámetros climáticos promedio de Concordia Aero, 1991-2020 | Parámetros climáticos promedio de Concordia Aero, 1991-2020 | Parámetros climáticos promedio de Concordia Aero, 1991-2020 |
| Mes                                                         | Ene.                                                        | Feb.                                                        | Mar.                                                        | Abr.                                                        | May.                                                        | Jun.                                                        | Jul.                                                        | Ago.                                                        | Sep.                                                        | Oct.                                                        | Nov.                                                        | Dic.                                                        | Anual                                                       |
| ----------------------------------------------------------- | ----------------------------------------------------------- | ----------------------------------------------------------- | ----------------------------------------------------------- | ----------------------------------------------------------- | ----------------------------------------------------------- | ----------------------------------------------------------- | ----------------------------------------------------------- | ----------------------------------------------------------- | ----------------------------------------------------------- | ----------------------------------------------------------- | ----------------------------------------------------------- | ----------------------------------------------------------- | ----------------------------------------------------------- |
| Temp. máx. media (°C)                                       | 31.9                                                        | 30.4                                                        | 28.6                                                        | 24.8                                                        | 20.8                                                        | 18.2                                                        | 17.8                                                        | 20.5                                                        | 22.3                                                        | 24.9                                                        | 27.9                                                        | 30.5                                                        | 24.9                                                        |
| Temp. media (°C)                                            | 25.6                                                        | 24.4                                                        | 22.6                                                        | 19.0                                                        | 15.4                                                        | 13.0                                                        | 12.1                                                        | 14.1                                                        | 16.1                                                        | 19.1                                                        | 21.8                                                        | 24.2                                                        | 18.9                                                        |
| Temp. mín. media (°C)                                       | 19.5                                                        | 18.9                                                        | 17.2                                                        | 14.0                                                        | 10.9                                                        | 8.5                                                         | 7.4                                                         | 8.7                                                         | 10.5                                                        | 13.5                                                        | 15.6                                                        | 17.9                                                        | 13.5                                                        |
| Precipitación total (mm)                                    | 140.1                                                       | 152.7                                                       | 136.4                                                       | 173.2                                                       | 111.5                                                       | 86.3                                                        | 55.3                                                        | 74.8                                                        | 89.6                                                        | 161.6                                                       | 134.6                                                       | 151.9                                                       | 1468.0                                                      |
| Fuente: Servicio Meteorológico Nacional                     |                                                             |                                                             |                                                             |                                                             |                                                             |                                                             |                                                             |                                                             |                                                             |                                                             |                                                             |                                                             |                                                             |

En diciembre del año 2015 Concordia sufrió una gran inundación procedente del río Uruguay que dejó a más de 20 000 personas evacuadas de la ciudad.

### Sismicidad
El 21 de enero de 1948 se produjo un sismo en Entre Ríos con epicentro en Chajarí, 90 km al noreste de Concordia, que tuvo fuerte repercusión en la región, debido al absoluto desconocimiento de la posibilidad de existencia de movimientos sísmicos en la región.
La provincia responde a las subfallas «del río Paraná», y «del río de la Plata», y a la falla de «Punta del Este», con sismicidad baja. Sus últimas expresiones se produjeron además del de 1948, el 5 de junio de 1888 (137 años), a las 3.20 UTC-3, con una magnitud aproximadamente de 5,0 en la escala de Richter (terremoto del Río de la Plata de 1888).

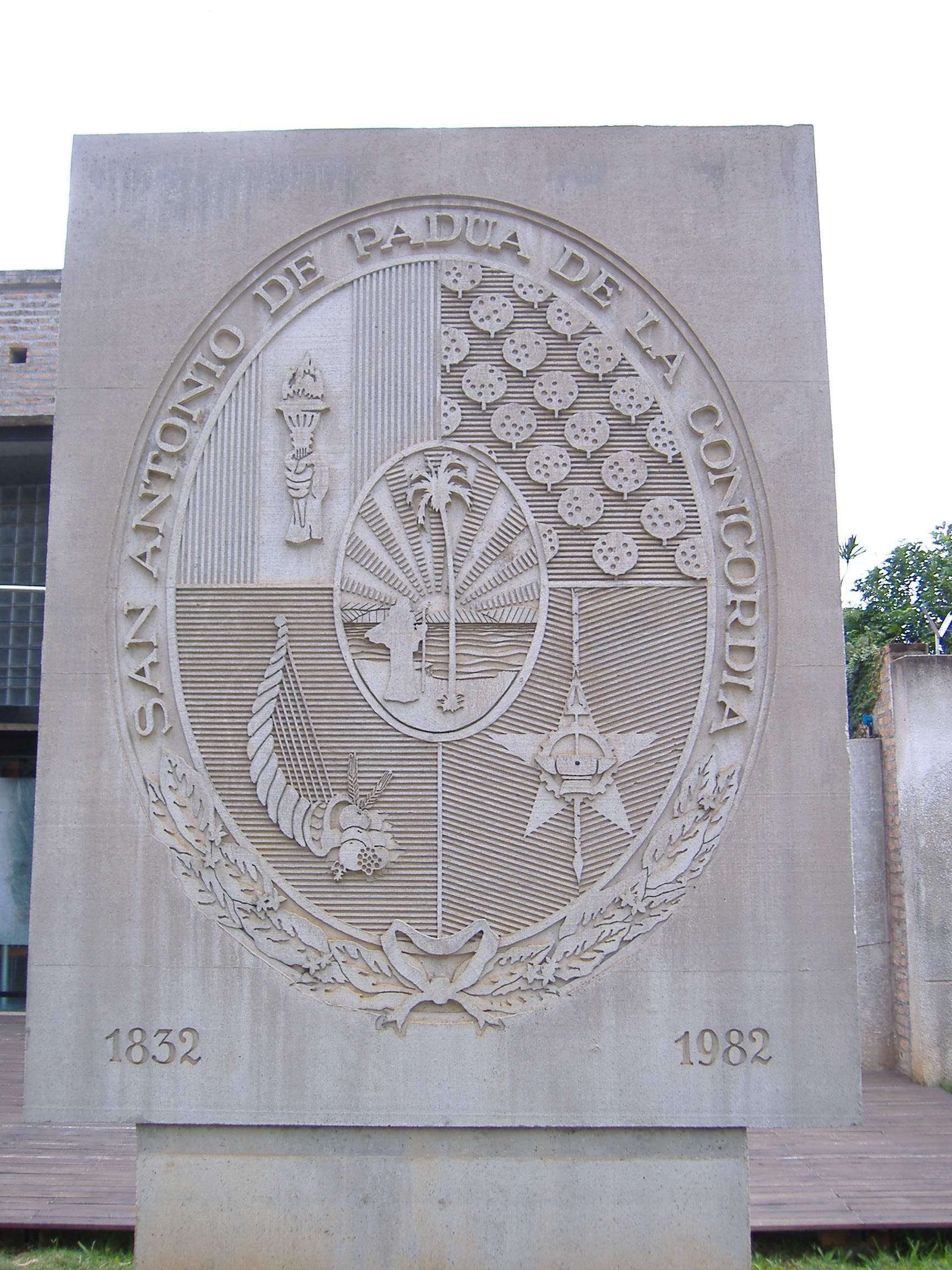
Escudo de Concordia.

## Turismo

### Edificios destacados
- Catedral de San Antonio de Padua fue inaugurada el 13 de junio de 1899, contiene una nave principal y dos secundarias. El altar mayor fue donado por la hija del general Justo José de Urquiza, Flora Urquiza de Soler.
- El ruinoso palacio de la Pampa Soler.
- El palacio Arruabarrena, esta edificación palaciega construida al más puro estilo francés, fue edificada en 1919 por la familia que le dio el nombre, una de las más tradicionales de la zona.

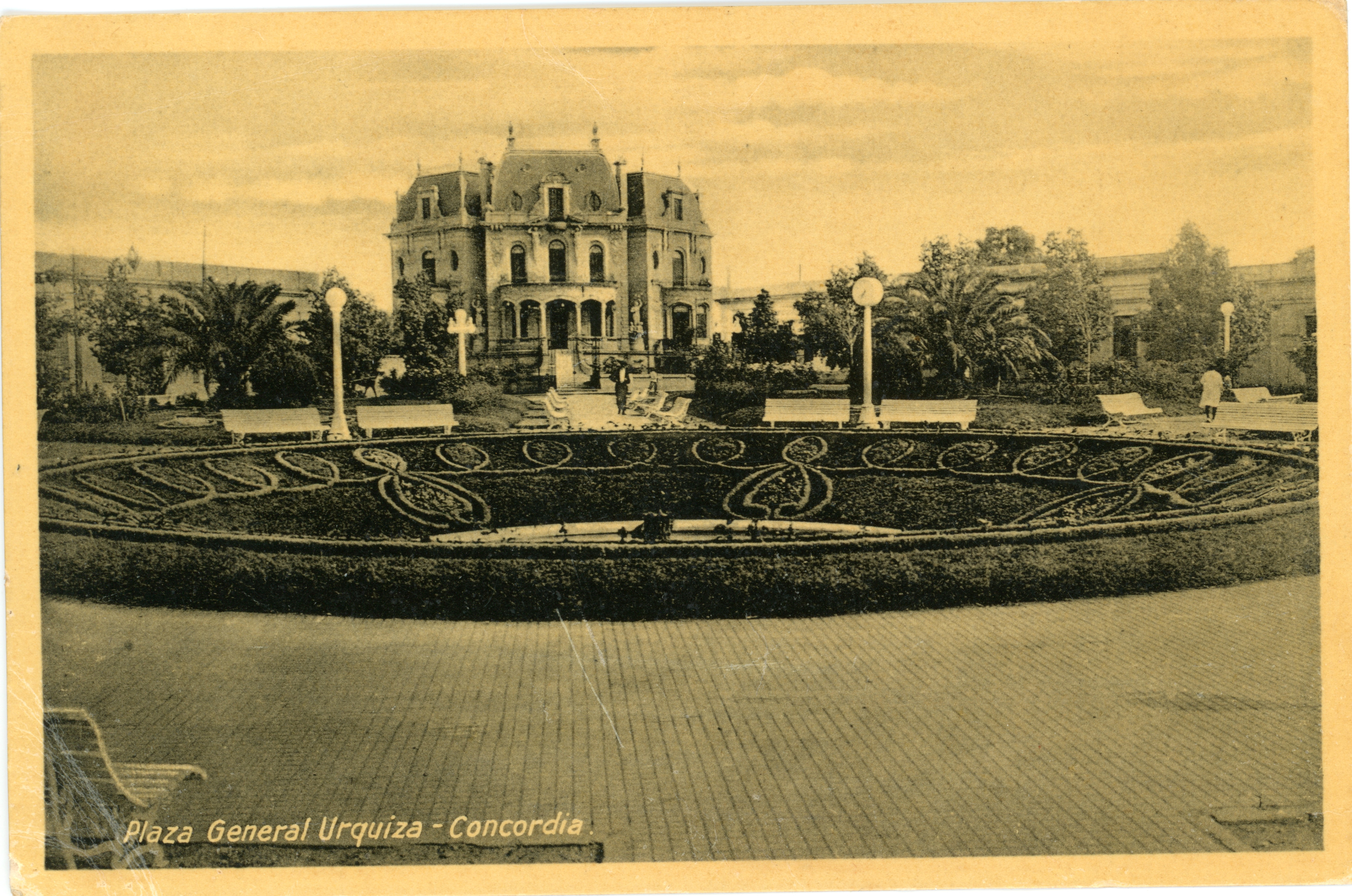
Plaza General Urquiza, con vista al Palacio Arruabarrena. Año 1920.

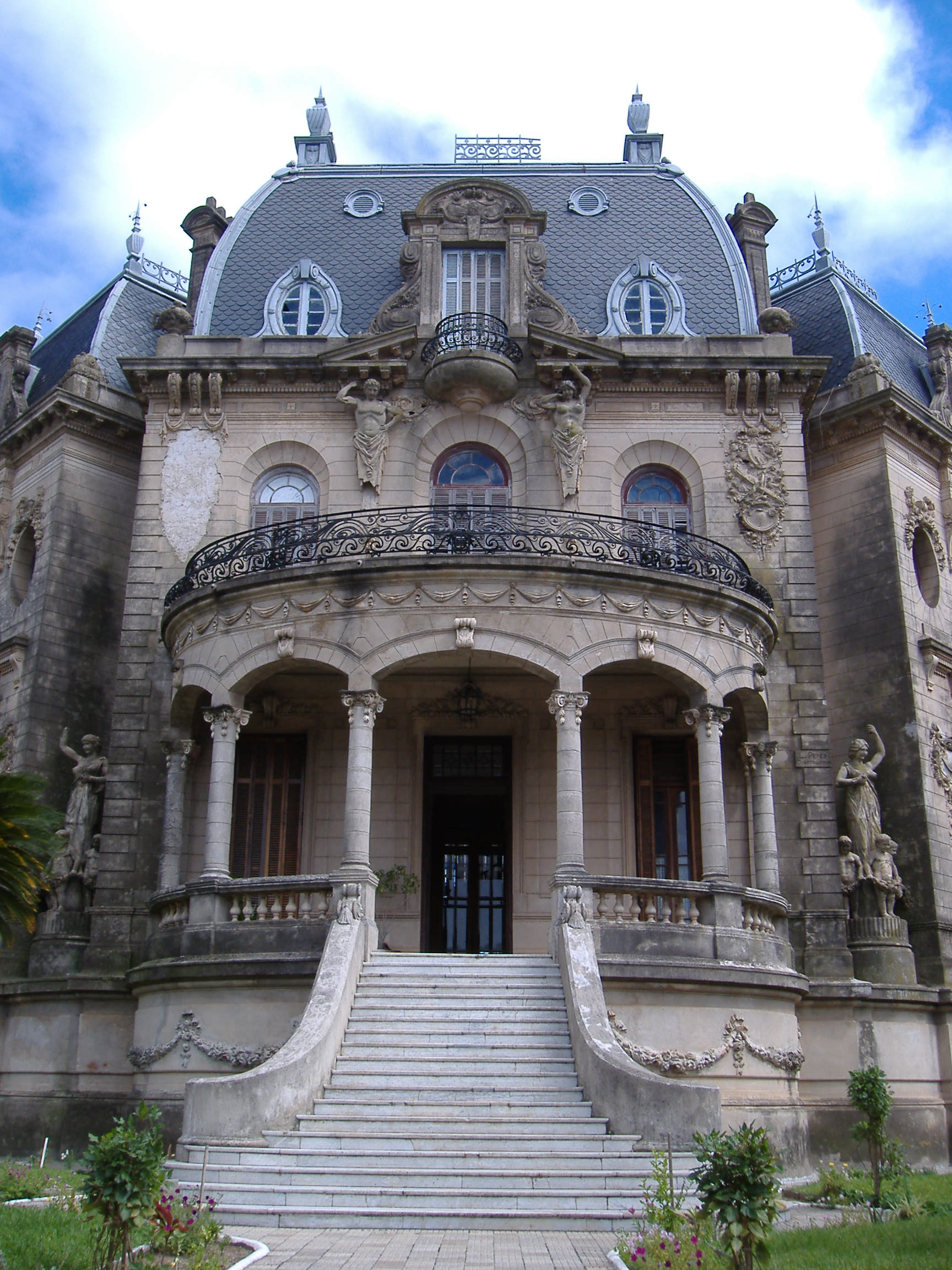
Palacio Arruabarrena, actualmente es un museo, antes era la sede de un comando del Ejército Argentino.

- Castillo San Carlos construida en 1888 edificio declarado de interés público sobre la costa del Río Uruguay y visitado por Antoine de Saint-Exupéry en uno de sus viajes, a este castillo se le ha dedicado un cuento llamado "oasis", y hasta se piensa que en parte "El principito" este inspirado en este lugar.
- La céntrica plaza 25 de Mayo fue construida en 1833 por el fundador coronel Antonio Navarro, en el monumento al general José de San Martín ubicado en su centro, se pueden observar partes de los cañones quitados al héroe nacional de Italia, Giuseppe Garibaldi en su paso por la zona.
- Edificio de la municipalidad, ubicado frente a la plaza 25 de Mayo, fue inaugurado en 1943.
- Estación Concordia Central de Ferrocarril General Urquiza, comenzó a construirse en 1871. Declarado de Interés Histórico y denominado Estación de la Cultura.El Museo de Antropología y Ciencias Naturales tiene en exposición colecciones de arqueología y paleontología locales.

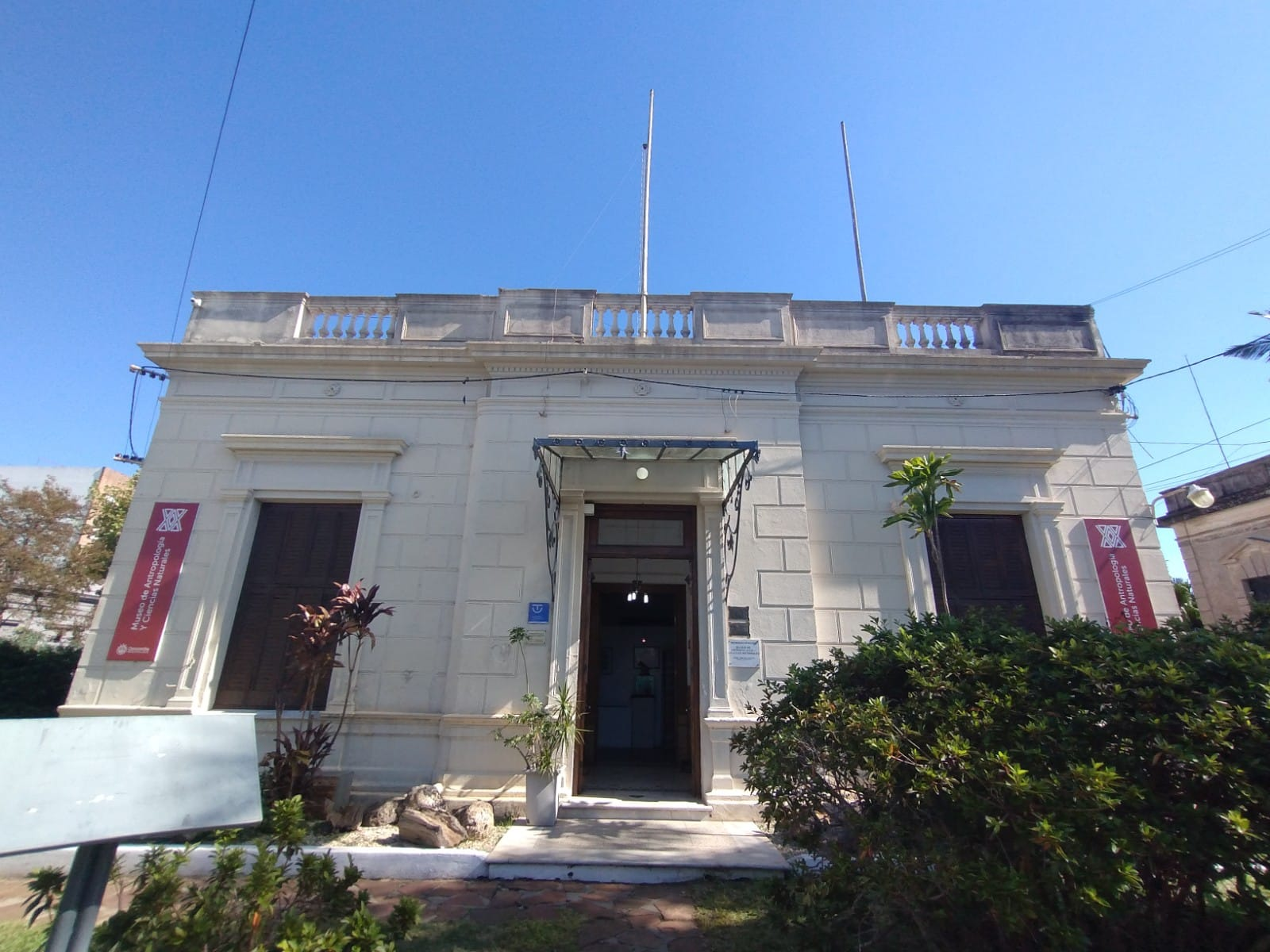
El Museo de Antropología y Ciencias Naturales tiene en exposición colecciones de arqueología y paleontología locales.

- Posee un balneario termal denominado Vertiente de la Concordia, que ha motorizado el turismo en la zona. Este Complejo termal cuenta con cinco piletas cuya temperatura, oscila entre los 36 y 43 °C. Fue inaugurado el 3 de abril de 1998. El agua termal surge de una perforación de 1200 m de profundidad, obteniendo un caudal de 400.000 L/h, y una temperatura de 49 °C en la boca del pozo. Existe además otro pozo termal para el que se está desarrollando un complejo hotelero y habitacional en Villa Zorraquín. Un tercer pozo ha comenzado a perforarse en noviembre de 2007 en el área de Salto Grande y fue puesto en funcionamiento como complejo termal en 2010.
- Playas sobre el lago (Punta Viracho, Las Palmeras, Playa Los Médicos, Las Palmeritas, las Perdices, Playa Sol, etc.), el río Uruguay (playa Los Sauces, Nebel, Balneario Municipal, Salto Chico, Camping La Tortuga Alegre, etc.) y sobre diversos arroyos como el Yuquerí Chico, el Ayuí Grande y el Yuquerí Grande: Cascaditas de Dri, Tribilín, Los Lobos, Don Matías, Cambá Paso, entre otras.

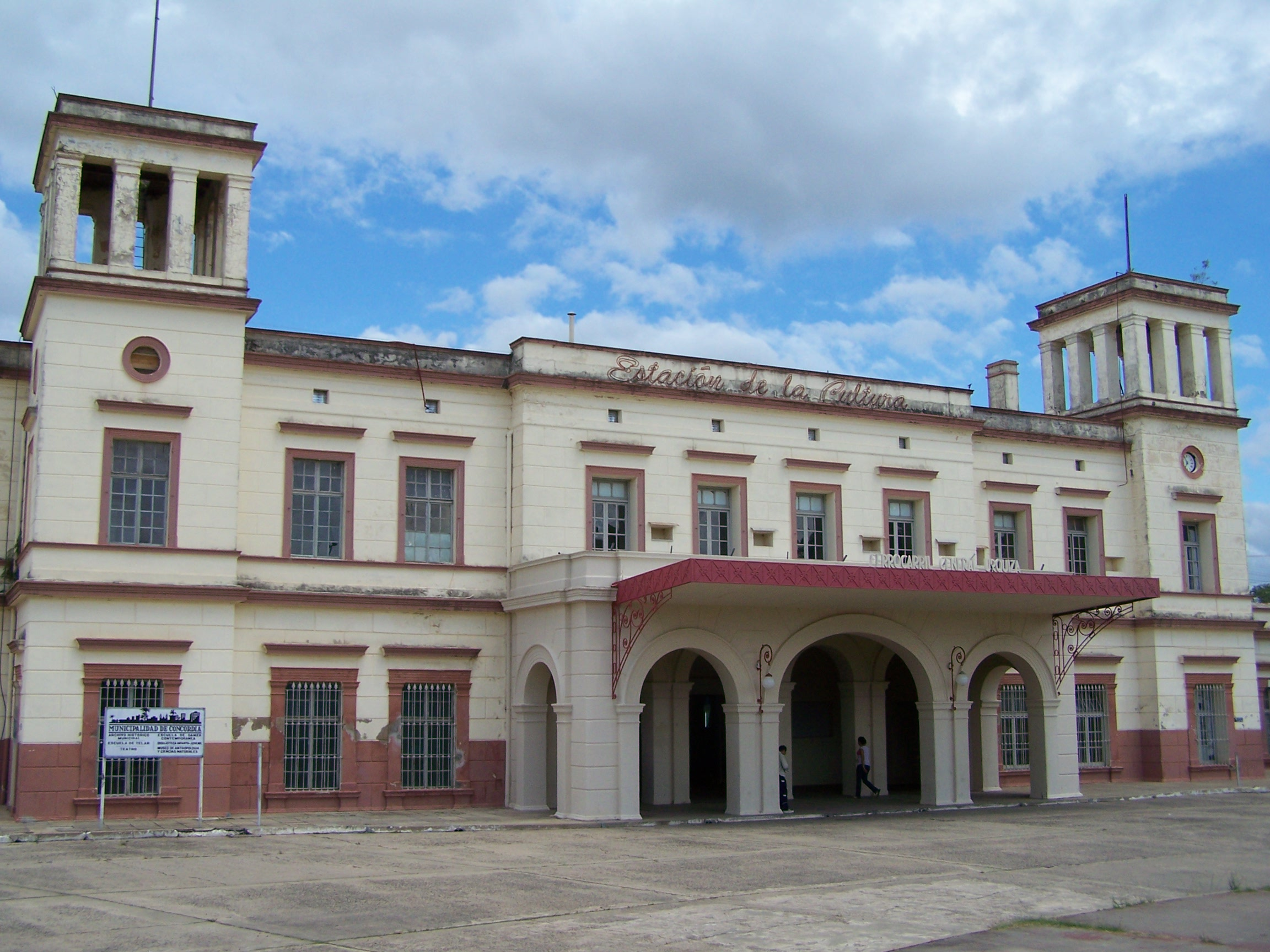
Estación Concordia Central.

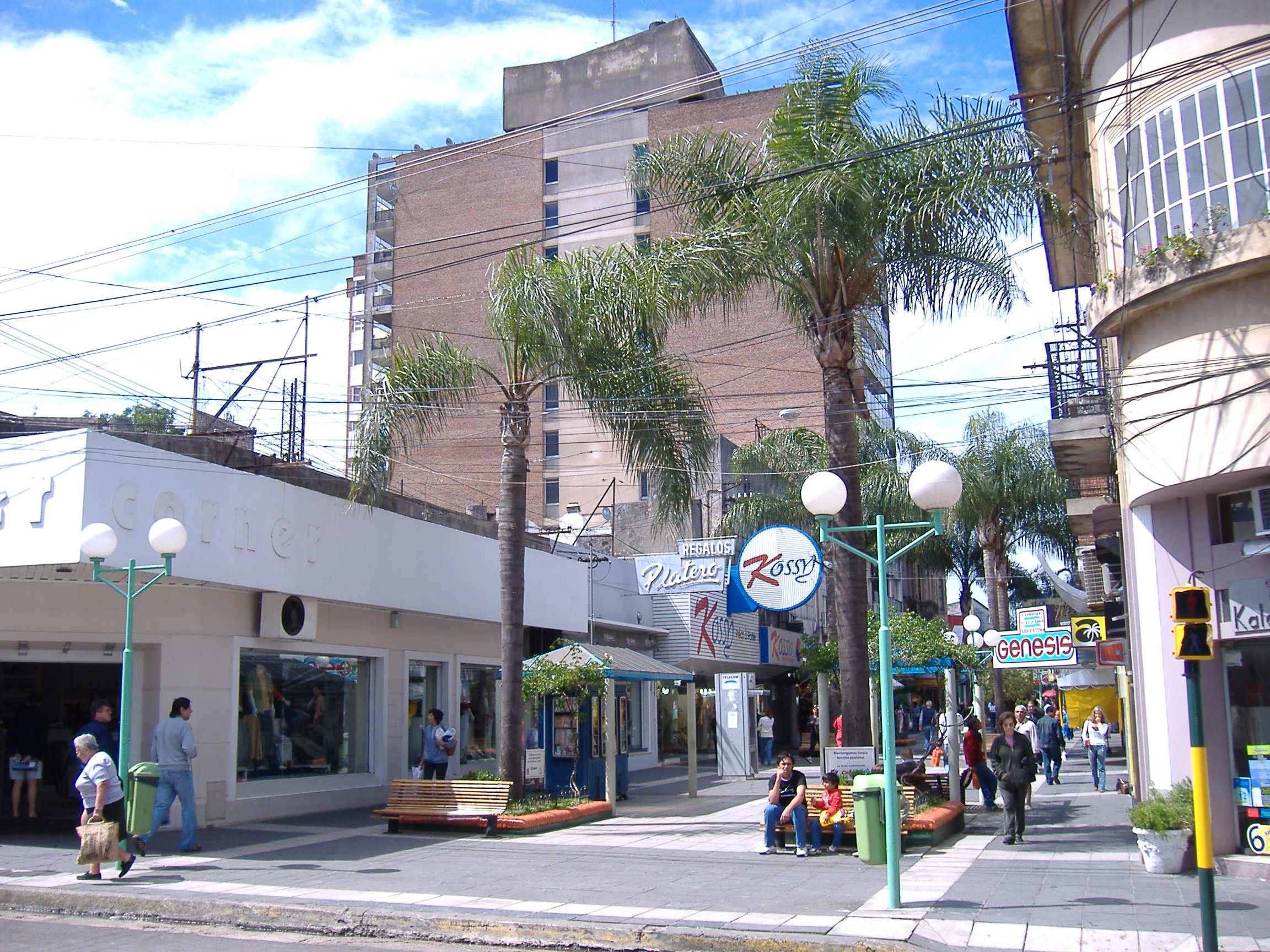
Peatonal Entre Ríos.

- En el centro de la ciudad se encuentra una atractiva calle peatonal y el Casino Provincial en el Hotel Palmar.
- Junto al camping La Tortuga Alegre se halla la reserva natural Avayuvá ubicada pocos km al sur de la represa de Salto Grande.

## Economía
La estructura económica de la ciudad está basada en gran parte en la producción agrícola, en especial citrus, arroz, eucaliptus, pinos y algunos cultivos intensivos como los arándanos azules y las nueces de pecán. También se destaca la producción ganadera. La ciudad de Concordia es reconocida desde 1963 como "Capital Nacional del Citrus". Las principales fábricas instaladas en la ciudad son: Egger (empresa que anteriormente poseía el nombre de "Masisa"), Baggio, Eca, Litoral Citrus, etc.
Lamentablemente es la segunda ciudad más pobre de Argentina, después de Resistencia, con un porcentaje, en 2023, de 58,3% de pobreza y 18,1% de indigencia.

## Cultura

### Museos locales
- Histórico Regional: en el palacio Arruabarrena donde hay una importante colección de piedras del río Uruguay, cerámica jesuítica y piezas de arqueología de aproximadamente 5000 piezas. El mismo fue diseñado por el arquitecto Gabriel Dullin   construyendose entre los años 1916 a 1919, siguiendo el modelo ecléctico francés, para el uso de vivienda , de una de las familias ganaderas más importantes de la ciudad.
- Municipal de Artes Visuales: fundado en 1965 en el centro de la ciudad, posee sala de exposiciones de artistas locales y de la región con 300 obras.
- De Antropología y de Ciencias Naturales: creado el 6 de mayo de 1996, originalmente ubicado en las instalaciones de la Estación Concordia Central, en 2007 se trasladó a una casona en calle Rivadavia 456, esquina Carriego, declarada Patrimonio Cultural de la Ciudad y de la provincia de Entre Ríos.
- Museo de Salto Grande: ubicado en la actual parada Ayuí.
- Del Recuerdo: es el Primer Museo Particular con Honoplateca Civil y Militar, en el mismo está representada la historia local desde 1834 hasta 1950.
- Museo Judío de Entre Ríos: muestra la inmigración judía impulsada por el Barón Mauricio de Hirsch en Entre Ríos a través de la Jewish Colonization Asociation (JCA). Fue inaugurado en 2007 en una vieja casona de la calle Entre Ríos.

### Cines y teatros
- Cine y teatro Gran Odeón.
- Cine Círculo Concordia.
- Teatro Auditorium.
- Teatro La Cigarrera.
- Teatro Pueblo Viejo

### Eventos destacados
- El carnaval de Concordia ha aumentado su esplendor año a año y es considerado el más pasional y divertido del país.
- Fiesta nacional de la Citricultura primera quincena de diciembre
- Fiesta nacional de Pesca de la Boga enero, en el camping La Tortuga Alegre
- Fiesta de los Estudiantes septiembre, con desfile de carrozas
- Exposición de la Sociedad Rural de Concordia en octubre
- Fiesta de las Golondrinas exposición de artesanías en Semana Santa
- Fiesta Regional del Inmigrante septiembre

## Educación
Cuenta con una subsede de la Universidad Nacional de Entre Ríos, formada por las facultades de Ciencias de la Administración, donde se dictan las carreras de contador público, analista de sistemas informáticos y profesorado de portugués, entre otras y de Ciencias de la Alimentación, en la que se puede cursar la carrera de Ingeniería en Alimentos, Técnico Superior en Tecnología de los Alimentos, y tecnicatura en gastronomía. Otras universidades han fijado subsedes en Concordia, entre ellas: la Universidad Tecnológica Nacional (U.T.N.), la Universidad Católica de Salta y la Universidad Autónoma de Entre Ríos.

## Medios de comunicación

### TV Aire
En Concordia se pueden visualizar tres canales que se emiten en esta ciudad:
- Tele5 Concordia, con contenido propio y repetición directa de otros canales.
- Canal 12 María de la Concordia, con contenido propio y repetición directa de Canal 21 del Arzobispado de Buenos Aires.
- Canal 13 Concordia, que solo repite directamente otros canales argentinos.

También se visualizan canales argentinos de emisión en otras ciudades como:
- Canal 9 de Paraná
- Canal 7 de Buenos Aires
- TDA televisión digital abierta (17 señales) de Argentina

Y canales uruguayos:
- Canal 8 de Salto
- Televisión Nacional Uruguay

### TV Cable
Concordia posee un sistema de televisión por cable, Video Cable Concordia, que tiene un canal local llamado Canal 2.
Canal 2 emite programación local, como su noticiero de tres ediciones, «Central de Noticias». y su programa de entretenimiento, «La Naranja Mirona»..

### Amplitud Modulada
LT15 Radio del Litoral AM 560 kHz.

### Frecuencia Modulada
Numerosas estaciones de variada naturaleza: comerciales, universitarias, comunitarias, religiosas y del Estado, generan programación y la transmiten mediante Frecuencia modulada.
Operan además numerosas estaciones repetidoras de la programación de radiodifusoras de Onda Media y FM de la Ciudad de Buenos Aires

### Publicaciones gráficas y digitales
La ciudad tiene una larga tradición en prensa gráfica, desde mediados del siglo XIX, destacándose inclusive la participación de periodistas con proyección nacional. En la actualidad sólo cuenta con un sólo diario impreso, El Heraldo, que se edita como matutino de lunes a sábado, y un semanario que se publica los días domingos, Despertar Entrerriano. Otro diarios que supieron ser impresos, como El Sol, actualmente sólo se editan en formato digital. Existen más de una decena de medios digitales, como CN digital, Diario Junio (pionero entre los diarios digitales de la región de Salto Grande), Diario Concordia, El Entre Ríos, Diario Río Uruguay, entre muchos otros..

## Otros datos de interés
- En 2008 se encontraban organizadas las colectividades de inmigrantes y sus descendientes: alemana, brasileña, cubana, paraguaya, italiana, uruguaya, suiza, judía, sirio-libanesa, española, húngara, croata, boliviana, árabe, griega, francesa, y polaca, existiendo otras en proceso de organización.
- En la costa norte del ejido municipal de Concordia se ubica la represa Salto Grande, construida y mantenida en colaboración con Uruguay.
- La ciudad es sede del obispado católico de Concordia, creado el 10 de abril de 1961, sufragáneo de la arquidiócesis de Paraná.
- En la ciudad se encuentra acantonada desde 1914 una histórica unidad del Ejército Argentino, el Regimiento de Caballería de Tanques 6 Blandengues, esta unidad de caballería es continuación histórica del primer regimiento criollo del Virreinato del Río de la Plata (el Blandengues de Buenos Aires) fundado en épocas coloniales para servir en las fronteras.
- El lago-embalse formado por la represa de Salto Grande es utilizado para deportes náuticos, en él se encuentran los puertos deportivos: Luis, San Rafael y Concordia Yachting Club.

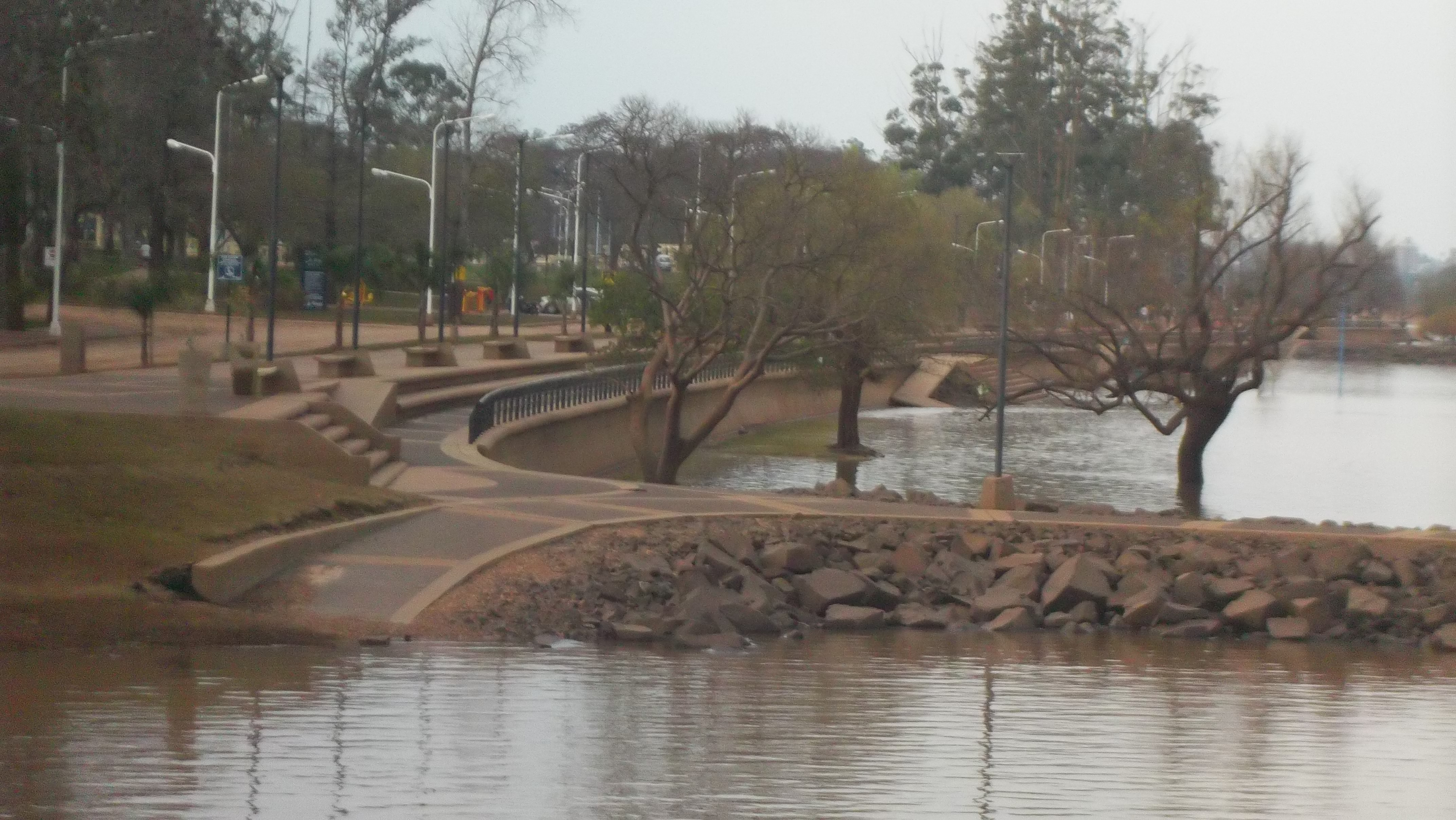
Costanera de Concordia.

- La ciudad cuenta con la reserva natural municipal «Parque San Carlos o Parque Rivadavia», de 98 ha de lomadas y selvas en galería, en la que se encuentran las ruinas del «castillo de San Carlos», construido en 1888 (al estilo Luis XV) por el conde francés Edouard de Machy. Cuatro décadas después fue ocupado por la familia Fuchs Valón, quienes se relacionaron accidentalmente con Antoine de Saint-Exupéry. En 1993 fue declarado Reserva de Aves Silvestres y en 1995, Área Natural Protegida y Zona de Reserva a la selva en galería.[18]
- Un zoológico privado en desarrollo llamado «Arca de Enri Mir» contiene un centro de cría y reproducción de especies autóctonas, así como de tigres de bengala, elefantes, chimpancés, etc.
- Existe además la Reserva de fauna «Capibara»
- El autor de El Principito dejaría, tiempo después, estampado el parque San Carlos en un cuento memorable de su libro Tierra de Hombres, Oasis. En el Palacio se construyó un Monumento a su más difundida obra, El Principito.
- En una de las lomadas más altas del parque, se encuentra, el Monumento al Éxodo oriental, que recuerda la permanencia de José Gervasio Artigas y su pueblo en el Campamento de Ayuí entre 1811 y 1812.
- Dentro del parque San Carlos se encuentra el primer jardín botánico de la provincia de Entre Ríos, antes denominado «Jardín Botánico Ca´a Pora» y hoy «Aníbal Oscar Carnevalini» (nombre impuesto en 2006 en honor a su fundador) y destinado a preservar especies autóctonas de la zona.

Trazado del Autódromo Ciudad de Concordia.

- A solo 10 km del centro de la ciudad se encuentra el Autódromo Ciudad de Concordia con sus 2 trazados posibles de 3114 m  y 4700 m.
- El carnaval de Concordia ha aumentado su esplendor año a año y actualmente cuenta con un corsódromo asfaltado de 380 m de longitud.
- Además del carnaval, otras fiestas importantes que se realizan en la ciudad son:
  - Fiesta nacional de la Citricultura primera quincena de diciembre
  - Fiesta nacional de Pesca de la Boga enero, en el camping La Tortuga Alegre
  - Fiesta de los Estudiantes septiembre, con desfile de carrozas
  - Exposición de la Sociedad Rural de Concordia en octubre
  - Fiesta de las Golondrinas exposición de artesanías en Semana Santa
  - Fiesta Regional del Inmigrante septiembre
  - Maratón de Reyes Carrera de 10 km que se lleva a cabo en el primer fin de semana de cada año. Es un evento internacional ya que congrega a más de 3000 competidores de distintos países.
  - Seven del Lago Evento organizado en la segunda quincena de enero de cada año, donde se congregan equipos de rugby de la región y la provincia, a orillas del Lago de Salto Grande.
- Entre los principales clubes deportivos de la ciudad se encuentran: Club Social y Deportivo La Bianca, Salto Grande, Ferrocarril, Libertad, Club Estudiantes Concordia, Centro ex Alumnos Capuchinos, Wanderers, Hípico, Defensores del Nebel, Sarmiento, Victoria, Concordia Golf Club, Victoria Park, Concordia Yachting Club, Regatas y el Club Atlético Colegiales.

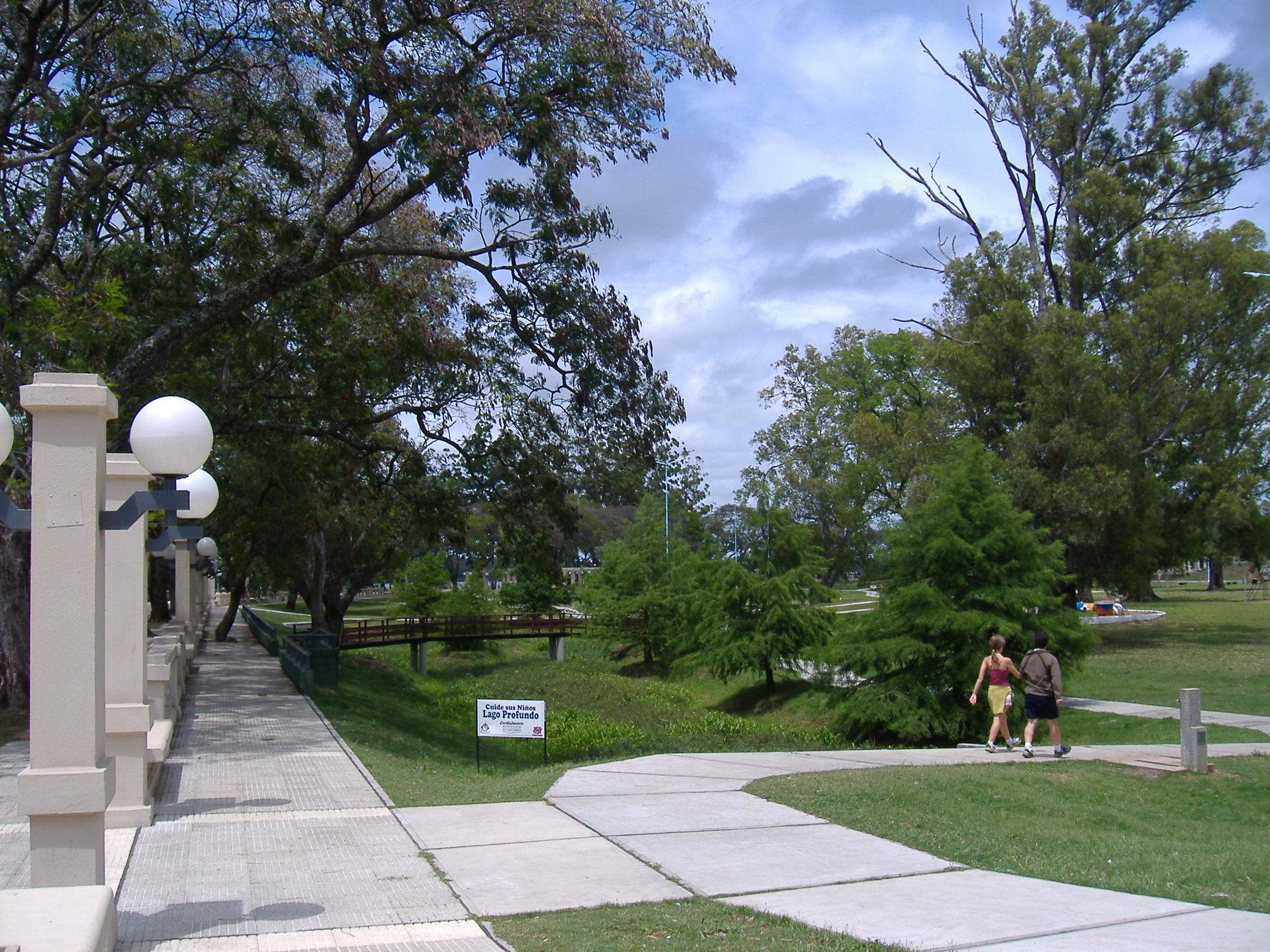
Parque Mitre.

- Frente al autódromo y al aeropuerto, se encuentra el aeroclub, que cuenta con una escuela de aviación y una flota propia de 4 aeronaves.
- 13 de junio: fiesta patronal en honor a san Antonio de Padua.

## Castillo de San Carlos

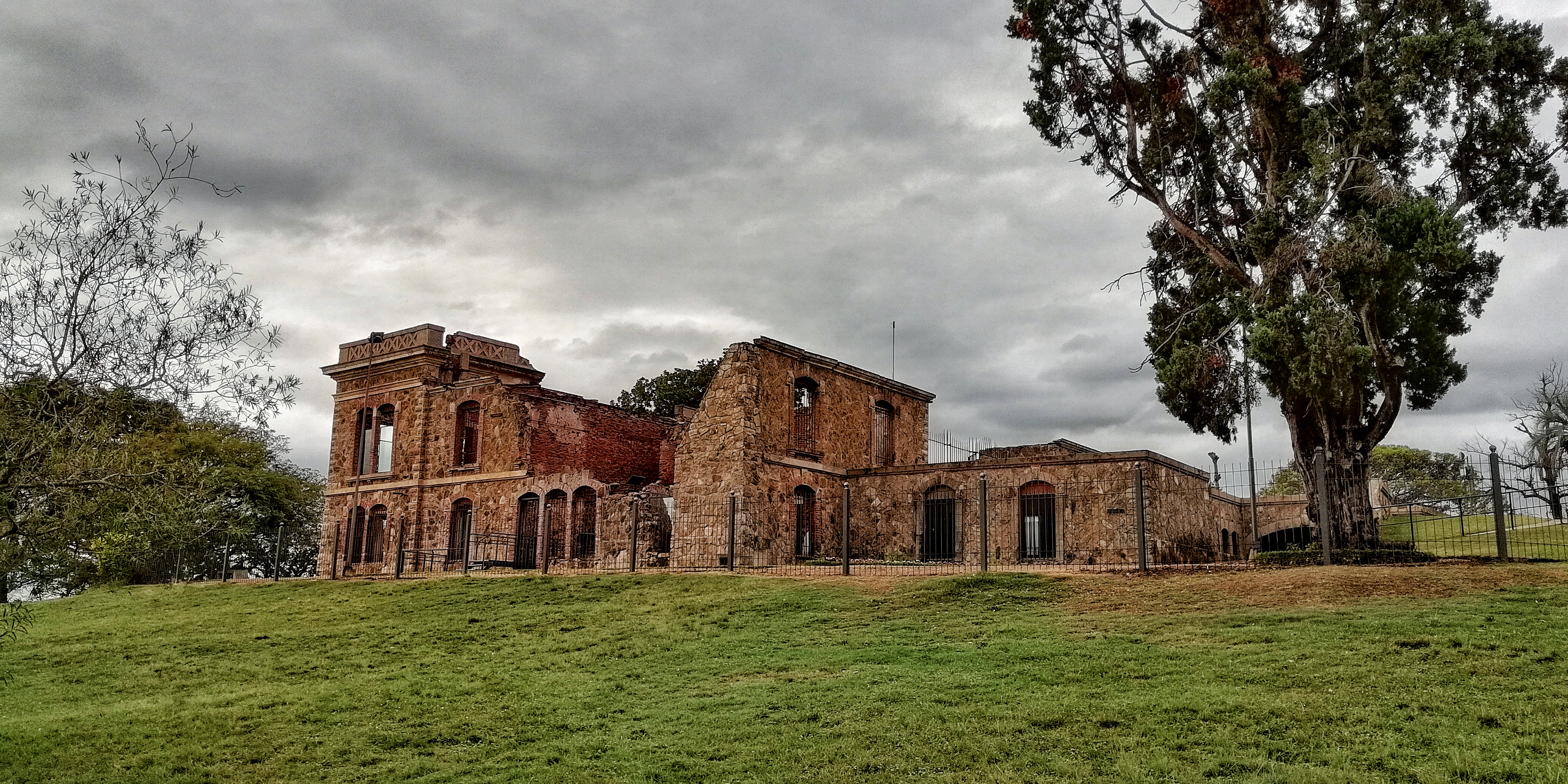
Castillo de San Carlos (2018).

Las 98 ha del asentamiento de San Carlos tuvieron diversos avatares, los documentos prueban que pasaron por sucesivas ventas desde 1867. En mayo de ese año pasan a ser propiedad de don Manuel Bica, un paraje continuo conocido como El Naranjal era también de su propiedad, en él construye una gran casa con un mirador hacia el este (existe hoy en ruinas) ya que quería observar los movimientos al otro lado del río Uruguay de donde era oriundo.
Al fallecer Manuel Bica, Carlos Alberti compra los terrenos y la gran casa con la intención de instalar un saladero que comienza a funcionar el 21 de marzo de 1883, del cual hoy pueden verse las ruinas al sur del castillo (doble chimenea de mampostería).
El Banco Nacional se hace cargo del saladero y de los terrenos y los vende a Juan O'Connor y luego una firma francesa se hace cargo y firma un convenio para establecer una fábrica de conservas que determinó el traslado desde París de Eduard Demachy.
La crónica familiar cuenta que la decisión de enviar a Eduard Demachy surge de un conflicto creado cuando él mismo presenta una hermosa mujer y se casa con ella, de profesión artista que trabajaba en los escenarios parisinos. Esto enfadó mucho a toda la familia, ya que la señorita no estaba dentro de la misma clase social que los Demachy y por ello no la aceptaron.
Por eso Eduard aceptó realizar el viaje y lo hace en una embarcación propia junto con su esposa con fastuosos atuendos y maletas. Arribaron al Puerto de Concordia y se alojaron en el elegante Gran Hotel Colón.
Compra las 100 ha y sobre la lomada más destacada construye la casa con planos traídos de Francia, mudándose a ella en 1888.
La casona de estilo Luis XV fue construida con materiales traídos de diversas partes de Europa, usándose solamente del lugar la piedra lavada extraída de la costa del río como revestimiento exterior. El hierro en forma de T fue traído de Inglaterra, la madera de los pisos y revestimientos, de Alemania, la calefacción central fue hecha con estufas de mármol de Carrara que llegaron de Italia junto con el material refractante llegado de Francia, de donde vinieron también las arañas de cristal, el mobiliario, los cuadros y el revestimiento de terciopelo de las paredes. Contaba también con un sistema de iluminación a gas que se distribuía a través de cañerías, todo un adelanto para la época en la zona.
Otro de los adelantos fue el sistema de agua corriente y también los sanitarios móviles. La cocina estaba a 260 metros de la casa en el lugar donde hoy está el jardín botánico.
Demachy vivió solo tres años en la casona y luego junto con su esposa deciden volver a Francia, desapareciendo sin dejar explicaciones un domingo de octubre de 1891. Solo se llevaron sus vestimentas y algunas pertenencias, dejando todo lo de valor en la mansión pensando volver algún día.
La casa siguió siendo propiedad de los franceses, luego fue alquilada a varias familias, hasta que fue vendida a la Sociedad Rural de Concordia, que la ocupó por poco tiempo. En 1929 fue adquirida por la Municipalidad de Concordia, que la alquiló a la familia Fuchs Balón.
Esta familia francesa de gustos exuberantes tenía una gran atracción por los animales (zorros del monte, un mono, mangostas, una iguana y serpientes).
Un día las dos hijas del matrimonio, Edda (de 9 años) y Susanne (de 14) cuando cabalgaban vieron aterrizar una avioneta en un campo lindero a la casa. Era un intrépido aviador que al aterrizar rompió una de las ruedas, este aviador era Antoine de Saint-Exupéry, quien todavía no era escritor y estaba trazando la ruta aérea entre Buenos Aires y Asunción cuando decidió aterrizar para descansar.
Antoine de Saint-Exupéry se vio atrapado por la magia que envolvía al lugar y en 1932 escribió una nota en una revista de París con el título «Las princesitas argentinas». Resulta inevitable asociar su experiencia entrerriana con la fábula infantil que lo haría famoso El Principito. También refleja exactamente lo vivido en esta experiencia en el capítulo «Oasis» del libro Tierra de hombres, donde dice: «Había aterrizado en un campo y no sabía que iba a vivir un cuento de hadas, fue en un campo cerca de Concordia en la Argentina».
El piloto volvería varias veces a ese lugar. En 1935 la familia se trasladó a una estancia.
La casona quedó abandonada y fue saqueada, perdiendo todo lo de valor, terminando con un gran incendio el 25 de septiembre de 1938.

## Barrios
La municipalidad de Concordia reconoce la existencia de 110 barrios dentro del ejido, cada uno de ellos posee una comisión vecinal elegida por los vecinos:

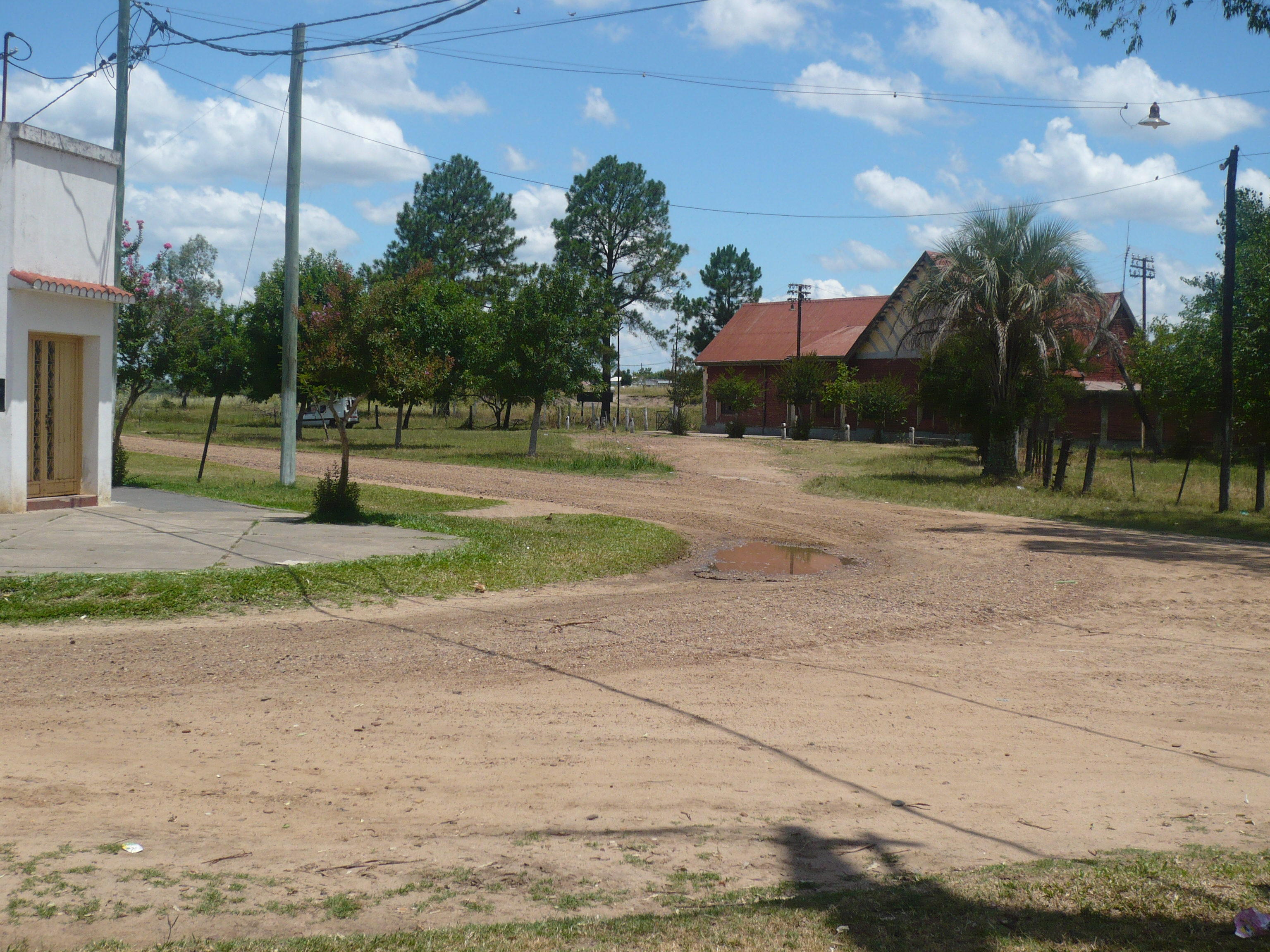
Osvaldo Magnasco, un barrio periférico de Concordia.

- Almafuerte
- Almirante Brown
- Amigos de Salto Uruguayo
- Belgrano Norte
- Benito Legerén
- Cabildo
- Cabo Sendrós
- Cambá Paso
- Carretera La Cruz
- Centenario
- Centro I
- Centro II
- Centro III
- Centro IV
- Centro IX
- Centro Norte
- Centro Sur
- Centro V
- Centro VI
- Centro VII
- Centro VIII
- Centro X
- Centro XI
- Centro XII
- Chacho Peñaloza
- Cipo
- Colonial
- Concordia
- Constitución
- D. F. Sarmiento
- Diecisiete de Octubre
- Don Jorge
- Dos de Abril
- Dr. Leoncio de Luque
- El Martillo
- El Tero
- Estación Concordia Norte
- Estación Norte
- Ex Aero Club
- Fátima I
- Fátima II
- General Belgrano
- General Lamadrid
- Gerardo Yoya
- Golf Club
- Gruta de Lourdes
- Hípico
- Independencia
- Isthilart
- Isla Maciel
- Itatí
- Jesús Nazareno
- José Arévalo
- José Hernández
- Juan XXIII
- Justo José de Urquiza
- La Bianca
- La Cantera
- La Colina
- La Terminal
- Las Tejas
- Las Viñas I
- Los Tilos
- Lavardén
- Lezca
- Llamarada
- María Goretti
- Mario Muñoz
- Nébel
- Nébel Sur
- Norte
- Nuestra Señora de Pompeya
- Nueve de Julio
- Once de Junio
- Osvaldo Magnasco
- Pampa Soler
- Pampa Soler Norte
- Pancho Ramírez
- Parque
- Parque Ferré Sur
- Parque Río Uruguay
- Parque Rivadavia
- Pierrestegui
- Pompeya Sur
- Puerto
- Puerto Sur
- Ricardo Rosch
- Salto Chico
- San Agustín
- San Carlos
- San Francisco de Asís Este
- San Francisco de Asís Oeste
- San Jorge
- San Juan
- San Martín
- San Miguel I
- San Miguel II
- San Pantaleón
- Sargento Cabrera
- Sarmiento
- Seis de Febrero
- Simón Bolívar
- Tavella Norte
- Tavella Sur
- Tiro Federal
- Toronjal
- Universidad
- Veintiuno de Septiembre
- Veinticinco de Mayo
- Vélez Sársfield
- Victorino Simón
- Villa Adela
- Villa Dr. Esteban Zorraquín
- Villa Jardín
- Villa Progreso
- Yeí Porá

## Despliegue de las Fuerzas Armadas argentinas en Concordia
| Unidades de la Guarnición Militar Concordia         | Sigla |
| --------------------------------------------------- | ----- |
| Regimiento de Caballería de Tanques 6 «Blandengues» | RCT 6 |

## Parroquias de la Iglesia católica en Concordia

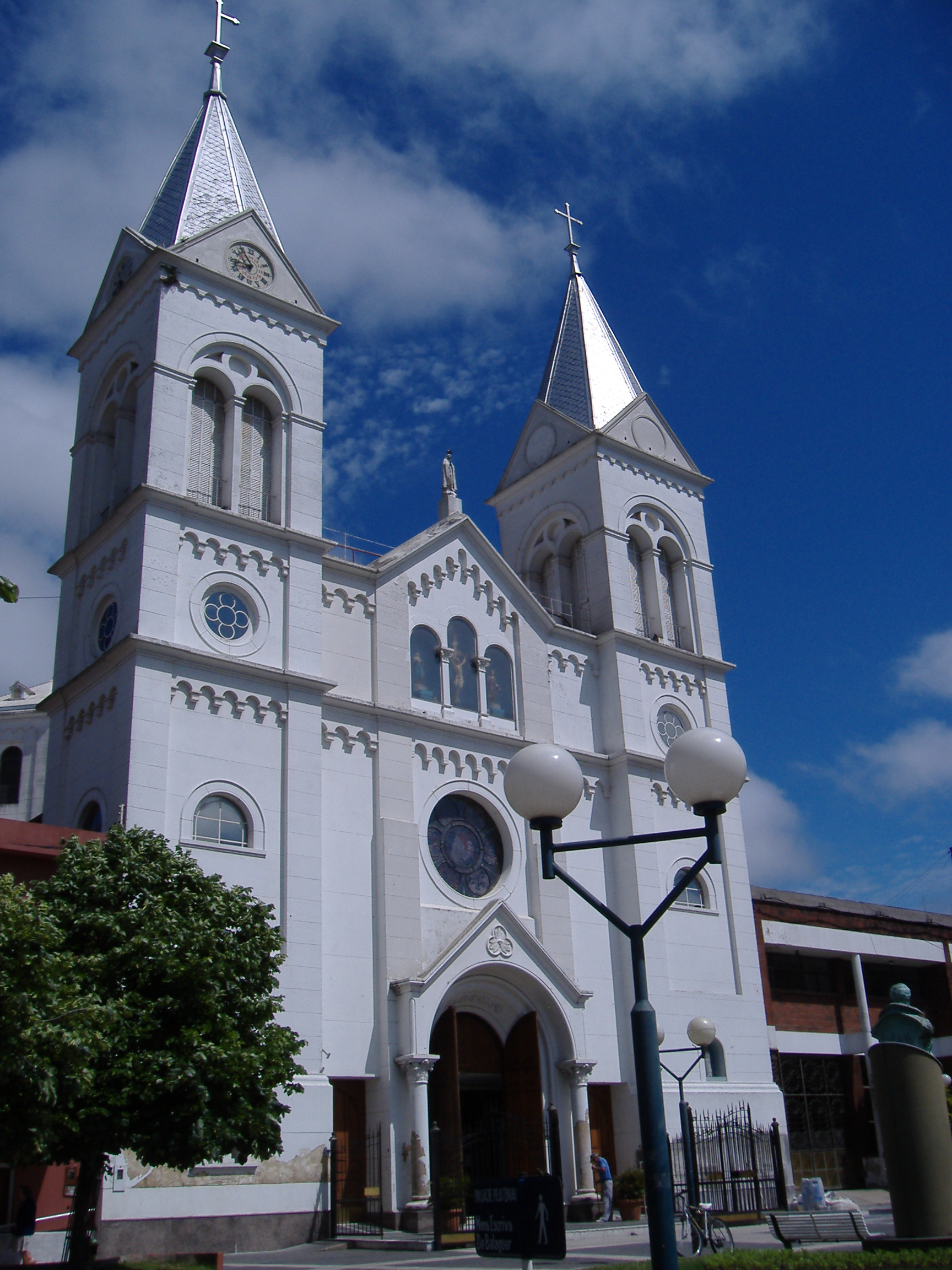
Catedral de Concordia.

| Diócesis   | Concordia |
| ---------- | --- |
| Parroquias | Nuestra Señora de Fátima, San Pedro Apóstol, Nuestra Señora de Lourdes, Catedral San Antonio de Padua, Nuestra Señora de Pompeya, Sagrado Corazón de Jesús, Inmaculada Concepción, Nuestra Señora de Itatí, Nuestra Señora del Valle, San Francisco de Asís, Nuestra Madre de la Merced, Nuestra Señora del Carmen (de Villa Adela), San Cayetano del Ayuí (de Villa Zorraquín) |

## Transporte urbano
- Anexo:Transporte urbano de la ciudad de Concordia